# 拉万赛福尔诺尔斯
拉万赛福尔诺尔斯，是西班牙加泰罗尼亚莱里达省的一个市镇。 总面积106平方公里，总人口173人（2001年），人口密度2人/平方公里。